# Kings (Fernsehserie)
Kings ist eine 2009 produzierte, US-amerikanische Fernsehserie, die von Mitte März bis Ende Juli 2009 auf NBC und Citytv ausgestrahlt wurde.
Die Handlung beruht grob auf der Erzählung vom biblischen König David, spielt sich jedoch im fiktiven Staat Gilboa ab, der technologisch und kulturell weitgehend den Vereinigten Staaten der Gegenwart entspricht.

## Handlung
Kings spielt im von König Silas Benjamin (angelehnt an den biblischen Saul) geführten fiktiven Staat Gilboa, einer totalitären Monarchie, die sich in einem langen und blutigen Konflikt mit ihrem nördlichen Nachbarn, der Republik Gath, befindet. Im Kampf gegen feindliche Truppen zerstört der junge Soldat David Shepherd einen „Goliath“-Panzer und rettet das Leben des Kronprinzen Jack Benjamin. Zum Dank nimmt ihn der König bei Hofe auf und macht ihn zum Verbindungsoffizier für die Medien.
In den folgenden Wochen macht sich David mit den Eigenarten des Lebens in der Hauptstadt vertraut und stellt bald fest, dass es von Intrigen und Krisen erfüllt ist. Sowohl Silas als auch Jack sehen in dem jungen Kriegshelden, der selbst keinerlei Ambitionen auf höhere Ämter hat, bald eine wachsende Gefahr.
Derweil verlieben sich David und die Königstochter Michelle ineinander, sind aber aufgrund verschiedener Umstände gezwungen, dies geheim zu halten. Auch erfährt David, dass König Silas ein geheimes Doppelleben bei einer zweiten, seiner „wirklichen“ Familie führt und muss nach und nach erkennen, dass sein zutiefst verehrter König voller Fehler und Schwächen ist. Schließlich wird er sogar als Verräter verhaftet und beinahe hingerichtet, aber bevor es dazu kommt, unternehmen Silas Schwager William Cross und Prinz Jack einen Putschversuch, den der König nur knapp überlebt.
Mit Davids Hilfe kann Silas die Hauptstadt und seinen Thron wenig später zurückerobern, aber im Zwiegespräch mit Gott wird ihm klar, dass dessen Gunst nun ganz David gehört, weshalb er diesen erneut zu töten versucht. David flieht nach Gath und muss die schwangere Michelle in der Obhut von Königin Rose zurücklassen.

## Figuren
David Shepherd
Ein junger Soldat von Gilboa, dessen Vater und Brüder schon für König Silas kämpften. Durch die Zerstörung eines feindlichen Panzers wird er zum Helden und steigt als militärischer Verbindungsoffizier in die Ränge der Macht auf.
Silas Benjamin
König von Gilboa und Patriarch der Familie Benjamin. Einst erlangte er, ein Militäroffizier von einfacher Geburt, mit Gottes Hilfe zu Ruhm und Macht. Mittlerweile hat er die Gunst des Herrn und seines irdischen Stellvertreters, Reverend Samuels, verloren und muss an allen Fronten um seine Krone kämpfen.
Rose Benjamin
Gattin von Silas und Königin von Gilboa sowie Mutter von Jack und Michelle Benjamin. Öffentlich beschränkt sie sich auf repräsentative Aufgaben, während sie im Hintergrund mindestens ebenso Anteil an den Machtspielen der Regierung hat wie ihr Mann.
Michelle Benjamin
Tochter von König Silas und Königin Rose. Als Kind erkrankte sie schwer und heilte wie durch ein Wunder, nachdem sowohl sie als auch ihr Vater Gott einen Handel anboten, um ihr Leben zu retten. Sie verliebt sich in David Shepherd und gerät dadurch in Konflikt mit ihrer Familie.
Jonathan „Jack“ Benjamin
Sohn von König Silas und Königin Rose, jüngerer Bruder von Michelle und Kronprinz von Gilboa. Er verheimlicht seine Homosexualität und versucht meist vergeblich, sich gegenüber seinem Vater zu beweisen. Öffentlich gibt er zum Schein den Frauenhelden.
Reverend Ephram Samuels
Das Oberhaupt von Gilboas Kirche und einst König Silas engster Verbündeter in der Errichtung der Monarchie. In der Überzeugung, Silas habe sich von Gott abgewandt, erkennt er in David den neuen göttlich gewollten König.
William Cross
Der ältere Bruder von Königin Rose und Finanzier von König Silas politischen Kampagnen. Da Silas den für Cross sehr profitablen Krieg gegen Gath nicht fortsetzen will, plant Cross unter der Hand seinen Sturz.

## Produktion
NBC orderte den Pilotfilm für Kings im November 2007, unmittelbar vor dem anhaltenden Streik der Drehbuchautoren im selben Jahr. Im Mai 2008 bestellte der Sender dann elf weitere Folgen für eine erste Staffel.
Die Rolle des Königs Silas wurde von vornherein für Ian McShane geschrieben, auch wenn die Macher es zeitweise für unwahrscheinlich hielten, dass er die Rolle annehmen würde. Im Verlauf der ersten Staffel treten außerdem eine Reihe von Gaststars auf, darunter Brian Cox, Macaulay Culkin und Saffron Burrows.
Kings wurde großteils in New York City gedreht, unter anderem in der New York Public Library und im Time Warner Center.

## Episodenliste
| Episode | Originaltitel           | Erstausstrahlung NBC |
| ------- | ----------------------- | -------------------- |
| 1 + 2   | Goliath                 | 15. März 2009        |
| 3       | Prosperity              | 22. März 2009        |
| 4       | First Night             | 29. März 2009        |
| 5       | Insurrection            | 5. April 2009        |
| 6       | Judgment Day            | 18. April 2009       |
| 7       | Brotherhood             | 13. Juni 2009        |
| 8       | The Sabbath Queen       | 20. Juni 2009        |
| 9       | Pilgrimage              | 27. Juni 2009        |
| 10      | Chapter One             | 4. Juli 2009         |
| 11      | Javelin                 | 11. Juli 2009        |
| 12      | The New King (Part One) | 18. Juli 2009        |
| 13      | The New King (Part Two) | 25. Juli 2009        |